# Frigg
Frigg je bila v nordijski mitologiji boginja poroke, materinstva, modrosti, zemlje, napovedovanja prihodnosti in ljubezni. Bila je žena vrhovnega boga Odina ter mati boga svetlobe Baldra. Povezana je z nordijsko boginjo plodnosti in ljubezni Freyo. Iz njenega imena izvira današnje angleško poimenovanje za petek Friday. Njen vpliv se izkazuje v moderni dobi, predvsem v umetnosti in popularni kulturi. Predstavljala je predmet čaščenja v germanskem neopaganizmu. V slovanski mitologiji ji je podobna boginja ljubezni in zakona Lada.

## Izvor imena
Njeno ime izvira iz pragermanskega samostalnika *frijaz, ki izhaja iz istega vira (indoevropski prajezik) kot ženski samostalnik *priyā. Kasneje je bila v angleščini za razlikovanje ženskega spola dodana pripona -a, iz česar je nastalo ime Frigg. Današnje angleško poimenovanje za petek (Friday) izvira iz staroangleškega izraza frīġedæġ, ki pomeni "Friggin dan".
Boginji Frigg in Freya po mnenju strokovnjakov izvirata iz istega germanskega bitja, saj obema pripisujejo podobne darove in lastnosti – obe sta med drugim predstavljali boginji ljubezni ter napovedovanja prihodnosti. Na tem temelji nastanek njune hipoteze skupnega izvora. Po tej se je evolucija boginj iz skupnega germanskega bitja začela razlikovati šele v poznem vikinškem obdobju. Od takrat ju razlikuje le njuno ime.

## Zgodovinski zapisi

### Pesniška Edda
Starejša ali pesniška Edda je zbirka starih islanskih junaških epov iz 13. stoletja. Frigg je omenjena v pesnitvah Völuspá, Vafþrúðnismál, Lokassena ter Grímnismál.
Njeno ime se v pesnitvi Völuspá pojavi dvakrat. Prvič v sedemintrideseti kitici ob smrti svojega sina, drugič v triinpedeseti, ko je Odin predstavljen kot "tisti, ki ga Frigg ljubi."
Frigg nastopi v pesnitvi Vafþrúðnismál, ko Odina namerava obiskati velikan Vafþrúðnir. Frigg mu svetuje, naj ostane doma, saj noben velikan ni tako mogočen kot on. Ko Odin odide, mu zaželi varno pot ter vrnitev.
V Lokasseni Frigg nastopi v prepiru z bogom Lokijem, ko ta vse ženske v dvorani obtoži promiskuitete in nezvestobe. Sledi prepir Lokija in boginje Freye o Friggi.
Najbolj vidno vlogo odigra v uvodu pesnitve Grímnismál. V njej je predstavljena zgodba njenih rejniških otrok Agnarja in Geirröðrja, v katero sta skozi dialog vpletena Odin in Frigg.

### Prozna Edda
Prozna ali mlajša Edda je zbirka nordijskih mitoloških pesmi, ki jih je okoli 1220 zbral islandski zgodovinar Snorri Stulrusson. Sestavljena je iz treh knjig: Gylfaginning, Skáldskaparmál in Háttatal.
V prvi knjigi Gylfaginning je Frigg omenjena, ko preoblečeni kralj Gylfi želi vedeti, kaj pomeni izraz za nordijske boginje azi. Prerok High mu odgovori, da je "najvišja med njimi Frigg" in da je Freya "najvišje uvrščena poleg nje". V devetinštiridesetem delu knjige je predstavljena zgodba njenega sina Balderja vse do njegovega pogreba, katerega se udeležijo različna mitološka bitja, Odin in Frigg.
V drugem delu mlajše Edde Skáldskaparmál Frigg nastopa ves čas. Prvič je omenjena na začetku, ko azijevi bogovi in boginje pripravijo gostijo. Frigg je ena izmed dvanajstih bogov, ki se nahajajo v občinstvu.

## Upodobitve v umetnosti
Frigg se v umetnosti, literaturi in glasbi omenja do moderne dobe. Po njej sta poimenovani dve igri: Friggja iz 18. stoletja, ki jo je napisal švedski kralj Gustav III ter Frau Frigg und Doktor Faust, ki sta jo leta 1937 napisala Hans Friedrich Blunck in H. F. Block. Bila je predmet poslikovanja umetnikov K. Ehrenberga (slika Friig, Freya iz leta 1883), Johna Charlesa Dollmana (slika Frigg Spinning the Clouds iz leta 1900) ter H. Thoma (slika Fricka).
Kot lik nastopa v Marvelovih stripih in filmih o superjunakih studia Marvel Studios, kjer upodablja kraljico namišljenega kraljestva Asgard, Odinovo ženo ter mati boga groma Thora in posvojenega sina Lokija.
Po boginji se je poimenovala finska skupina ljudske glasbe Frigg. Kot Freya se pojavi v računalniški video igri God of War.